# Sattel
Sattel est une commune suisse du canton de Schwytz, située dans le district de Schwytz.

## Géographie

Photo aérienne (1948)

Selon l'Office fédéral de la statistique, Sattel mesure 17,36 km2.

## Démographie
Selon l'Office fédéral de la statistique, Sattel possède 2 021 habitants fin 2022. Sa densité de population atteint 116 hab./km2.
Le graphique suivant résume l'évolution de la population de Sattel entre 1850 et 2008 :

## Skatepark
Le plus grand skatepark d'Europe[réf. nécessaire] (7 000 m2) se situe sur la commune de Sattel.

## Cyclisme
L'ascension de Sattel (775 m), classée en 2e catégorie, figurait au programme de la 5e étape du Tour de Suisse 2019. Une nouvelle ascension est au programme de la 4e étape du Tour de Suisse 2022.